# Lothar Anys
Lothar Anys (* 14. Juli 1940 in Preußisch Eylau) ist ein evangelischer Pfarrer und ehemaliger Volkskammerabgeordneter. Für die DSU saß er 1990 im ersten frei gewählten DDR-Parlament.

## Leben
Anys wurde 1940 im ostpreußischen Preußisch Eylau als Sohn einer Arbeiterfamilie geboren. Infolge des Vorrückens der Roten Armee nach Ostpreußen wurde Anys’ Familie evakuiert und kam zunächst in Dänemark unter, wo man auch nach Kriegsende 1945 zunächst noch längere Zeit in einem Flüchtlingslager lebte. Anys wurde dort für einige Zeit beschult. Ende der 1940er Jahre ließ sich die Familie in der Sowjetischen Besatzungszone in Dresden nieder, wo Anys zunächst die Grundschule und später die Oberschule besuchte. 1958 legte er dort sein Abitur ab. Anschließend nahm der Arbeitersohn an der Leipziger Karl-Marx-Universität ein Theologiestudium auf, das er 1963 abschloss.
Am 1. März 1964 begann Anys sein Vikariat im westsächsischen Crossen. 1966 erfolgte die Ordination ins Pfarramt an gleicher Stelle, wo er bis zum Oktober 1969 wirkte. Im Anschluss daran übernahm er eine Pfarrstelle im ostsächsischen Sohland im damaligen Kreis Bautzen. 1978 übernahm Anys die Stelle des Gefängnisseelsorgers in der Haftanstalt Bautzen I, bekannt unter dem Namen Gelbes Elend. 1986 wechselte er in das Pfarramt nach Königsbrück, einer nordsächsischen Kleinstadt, die zu dieser Zeit nicht unerheblich unter der Nachbarschaft zum sowjetischen Truppenübungsplatz litt. Auch durch Initiative von Anys wurde bereits 1988 erreicht, dass keine nächtlichen Übungen mehr stattfanden.
Im September 1989 gehörte Anys zu den Mitbegründern der Königsbrücker Ortsgruppe des Neuen Forums. In der Folge wandte er sich allerdings der im Januar 1990 gegründeten DSU zu, für die er bei den ersten freien Volkskammerwahlen kandidierte. Zudem war er zeitweise DSU-Kreisvorsitzender im damaligen Kreis Kamenz und DSU-Stadtverordneter in Königsbrück. Da die DSU etwas unerwartet viertstärkste Partei wurde und im Wahlbezirk Dresden mit 13,8 % das republikweit zweitbeste Ergebnis erzielte, zog Anys mit Listenplatz 5 in die Volkskammer ein, da die DSU allein im Wahlbezirk Dresden 6 Mandate errang. Vom DDR-Parlament wurde Anys in die Unabhängige Kommission zur Überprüfung des Vermögens der Parteien und Massenorganisationen der DDR gewählt.
Anys war bis 1997 in Königsbrück als Pfarrer tätig. In dieser Zeit gehörte er zu den wesentlichen Initiatoren des Protestes gegen eine Weiternutzung des Königsbrücker Truppenübungsplatzes durch die Bundeswehr. Der Protest hatte letztlich Erfolg und der Truppenübungsplatz ist seit 1996 das Naturschutzgebiet Königsbrücker Heide.
Nach einem kurzen Ruhestand war Anys in den Jahren 1998 und 1999 als Krankenhausseelsorger im Diakonissenkrankenhaus Dresden tätig. Ab dem Jahr 2000 widmete er sich seiner ursprünglichen Heimat. Anys wirkte von 2000 bis 2006 zunächst im ehemaligen Königsberg, anschließend im ehemaligen Heinrichswalde, heute Slawsk, als Pfarrer. Danach ging der Theologe in den Ruhestand und lebt seitdem in Königsbrück.